# 27846 Онеґґер
27846 Онеґґер (27846 Honegger) — астероїд головного поясу, відкритий 5 жовтня 1994 року.
Тіссеранів параметр щодо Юпітера — 3,526.